# Зов тигра (национални парк)
Зов Тигра национални парк (рус. Зов Тигра национальный парк), је планинско уточиште за угроженог сибирског тигра. Парк се простире на површини од 83,384 ха на југоисточној обали Руског далеког истока у федералној јединици Приморска Покрајина. Парк се налази 100 km североисточно од Владивостока, на источним и западним обронцима планинског ланца Сихоте Алиња, који се пружа од севера ка југу Приморског краја. Релативно топле воде Јапанског мора су на истоку, Корејско полуострво на југу, а Кина на западу. Терен је тешко приступачан, са јако пошумљеном тајгом која опстаје са тропским врстама животиња и птица. Парк је релативно изолован од људског развоја и функционише као резерват очувања природе и животиња. Туристи могу посетити делове парка означеног за рекреацију, али улазак у заштићене зоне могућ је само у друштву чувара парка.

## Топографија
Јужни део Приморске Покрајине није био залеђен у последњем леденом добу, стварајући услове за висок ниво разноликости биодиверзитета. Зов Тигра заузима висоравни на јужном делу региона, на гребену планине Сикхоте Алињ. Река Милоградовик тече од подручја парка јужно до јапанског мора, неких 80 km према југу. Текући ка севере, притоке реке Усури припадају сливу реке Амур. Ове реке теку брзо у уским кањонима с брзацима познатим по изненадним поплавама у прољетној кишној сезони.
Планине су неприступачне и изоловане. Само пар некадашњих шумских путева прилази парку, а приступ је тежак и током лета. Сајт парка наводи да пут шумом који се појављује на мапама на северу често није проходно, чак ни са теренским возилима. Планине су средње висине, а највиша тачка је Мт. Облак на 1.854 m надморске висине, а најнижа тачка у долини реке од 155 m. Има 56 врхова преко 1000 m висине.

## Клима
У парку влада умереноконтинентална клима (Кепенова класификација климата Dwb). Ову климу карактеришу велика дневна и годишња кретања температуре, а падавине су честе током целе године са снегом зими. Просечна температура је -17 °C у зимском периоду а 30 °C у јулу августу. Северни део парка, који укључује почетке реке Усури, је знатно хладнији од јужног дела - просечних 0,4 степени (Ц) севера насупрот блажих 2,4 степени (Ц) на југу. У северном делу годишња количина падавина износи 539 mm а у јужном делу 764 mm. На шумовитим падинама висина снежног покривача зими се креће око 50цм.
Јесен у региону је ведра, топла, сува и са постепеним падом температуре. Због својих одлика позната је као "златна јесен далеког истока."

## Екорегион
Екорегија Зов Тигра је "Умерено широколисната и мешовита шума источне Русије". Такве екорегије карактеришу велике дневне и годишње варијације температуре и шумски покривач.
Парк је смештен на на таквом положају који омогућава велику биљну и животињску разноликост. На више места долази до сусрета: континенталних и морских зона (Евроазија и Тихог океана) и сусретања топлих и умерено хладних врста из умерених и суптропских зона (на линији од 45 степени географске ширине, парк се налазина пола пута између Северног и Јужног пола). То је и геолошки контактни простор између старих стабилних плоча на западу, и активнијих тектонских плоча на истоку у Јапанском мору. Налази се на главним миграцијским путевима птица и других животиња, и има топографију која је избегла глацијални период и утицај људског развоја.
Добивена разноликост станишта и изолација дају Приморском крају највећу разноликост биодиверзитета у Русији.

## Флора
Разлике у висини између планинског врха и дна долине могу бити веће од 1.200 m, што се одражава на зоне вегетације у односу на надморску висину. Најнижа зона, испод 600 m у долинама и нижим падинама, је мешовита четинарско-широколисната шума. У јужним, блажим пределима парка налазе се појасеви храстове шуме и друштвена вегетација, што показује ефекте некадашње селективне сече и шумских пожара. Нема храстова у северним, хладнијим крајевима. Од 600 до 1100 m налази се појас шума јеле и смреке, са стаблима која су често прекривена четинарским маховинама и лишајима. Изнад 1100 m налази се зона субалпског жбуња и јеле. Зона алпских ливада и цвећа води до голих подручја на највишим врховима.
Поред ових главних зона, постоје и мање групе биљних заједница, укључујући мање шуме ариша, или шуме бора и смреке или шуме кедра и широколисног дрвећа, које су била уништена од пожара у прошлости; ове привремене аришне заједнице ће заменити шуме бора и листопадног дрвећа и шуме бора и смреке.
- Монголски храст у јуну и октобру
- Стрма горска подручја у Зову Тигра.

Поред висинских зона, умерене шуме имају четири нивоа изнад земље: крошње доминантних врста дрвећа, нешто нижи слој зрелих стабала, жбуњасти слој и слој траве.
У Приморском крају је забележено преко 2.500 различитих врста биљака, од којих су многе пронађене на подручју Зова Тигра. У Црвеној књизи ретких и угрожених врста Приморског краја налази се 343 врста угрожених биљака и 55 врста гљива.

## Фауна
Зов тигра је делимично основана као "изворно станиште" за опоравак сибирског тигра и његовог ловишта. Истраживања у 2012. години идентификовала су четири сибирска тигра који живе у парку, а још четири су често посећивали заштићена подручја. Ловишта (углавном копитара) била су стабилна, са пописом од преко 1,200 манџуријских јелена, 800 срна, 99 сика јелена и 189 дивљих свиња. Ове врсте чине 85% исхране сибирског тигра. Њихов број у парку показује да је врста испод нивоа за нормални опстанак врсте .
- Сибирски тигар
- Манџуријски јелен
- Леопард мачка

Мрки медведи су уобичајени у подручју, са густином која се процењује на 0.4-0.5 медведа на 10 km². Рис је присутан у парку у скоро истој бројности као и мрки медвед. Леопард мачка среће се у широколиснатим и храстовим шумама. Критично угрожени амурски леопард није становник парка од 197-их година, али постоје наде да ће растући ниво заштите у Зову Тигра подржати повратак врсте.
Три главне претње животињама у Зову Тигра су криволов, шумски пожари и (историјски) сеча шума. Менаџмент парка, који ради са организацијама за очување природе, појачао је патроле и спровођење закона против криволова.

## Историја
Постоји много археолошких налазишта утврђених градова и села у близини границе парка, који датирају из периода Џурџијског царства из 12. века. Ове локације нису систематски истраживане.
У 2014. години, администрација Националног парка Зов Тигра је ујединила око 120.000 хектара са резерватом природе Лазовски на југу. Лазовски резерват проширује заштићено подручје на југ и такође је познато станиште за сибирске тигрове. (Између њих је мали простор којим управља приватни ловачки клуб).

## Туризам
Да би се посетио парк, мора се поднети захтев унапред. Обиласци знаменитости парка се одржавају у присуству чувара парка. Постоје накнаде за услуге као што су коришћење просторија за госте или кампове.
Парк је првенствено оријентисан на заштиту угрожених врста. До подручја отворених за рекреацију обично воде уски коридори, неке од главних атракција су водопади и планински врхови, али још увек је тешко доћи до њих и такође још увек не постоји довољан број изграђених кампова и објеката за туристе. У 2015. години, због опасности од шумских пожара, парк је био привремено затворен за грађане.